# Hugo González Durán
Hugo Alfonso González Durán (San Luis Potosí, 1º agosto 1990) è un calciatore messicano, portiere del Mazatlán e della nazionale messicana.

## Carriera

### Club
Ha giocato nella prima divisione messicana.

### Nazionale
Ha esordito con la nazionale messicana il 12 settembre 2018 in occasione dell'amichevole persa 1-0 contro gli Stati Uniti.

## Statistiche

### Cronologia presenze e reti in nazionale
| Cronologia completa delle presenze e delle reti in nazionale ― Messico | Cronologia completa delle presenze e delle reti in nazionale ― Messico | Cronologia completa delle presenze e delle reti in nazionale ― Messico | Cronologia completa delle presenze e delle reti in nazionale ― Messico | Cronologia completa delle presenze e delle reti in nazionale ― Messico | Cronologia completa delle presenze e delle reti in nazionale ― Messico | Cronologia completa delle presenze e delle reti in nazionale ― Messico | Cronologia completa delle presenze e delle reti in nazionale ― Messico |
| Data                                                                   | Città                                                                  | In casa                                                                | Risultato                                                              | Ospiti                                                                 | Competizione                                                           | Reti                                                                   | Note                                                                   |
| ---------------------------------------------------------------------- | ---------------------------------------------------------------------- | ---------------------------------------------------------------------- | ---------------------------------------------------------------------- | ---------------------------------------------------------------------- | ---------------------------------------------------------------------- | ---------------------------------------------------------------------- | ---------------------------------------------------------------------- |
| 12-9-2018                                                              | Nashville                                                              | Stati Uniti                                                            | 1 – 0                                                                  | Messico                                                                | Amichevole                                                             | -1                                                                     |                                                                        |
| 17-10-2018                                                             | Santiago de Querétaro                                                  | Messico                                                                | 0 – 1                                                                  | Cile                                                                   | Amichevole                                                             | -1                                                                     | 90+3’                                                                  |
| 19-11-2019                                                             | Toluca                                                                 | Messico                                                                | 2 – 1                                                                  | Bermuda                                                                | CONCACAF Nations League 2019-2020 - 2º turno                           | -1                                                                     |                                                                        |
| 30-9-2020                                                              | Città del Messico                                                      | Messico                                                                | 3 – 0                                                                  | Guatemala                                                              | Amichevole                                                             | -                                                                      |                                                                        |
| 14-11-2020                                                             | Wiener Neustadt                                                        | Corea del Sud                                                          | 2 – 3                                                                  | Messico                                                                | Amichevole                                                             | -2                                                                     |                                                                        |
| Totale                                                                 |                                                                        | Presenze                                                               | 5                                                                      |                                                                        | Reti                                                                   | -5                                                                     |                                                                        |

## Palmarès

### Nazionale
- Gold Cup: 1

2019